# Léogâne

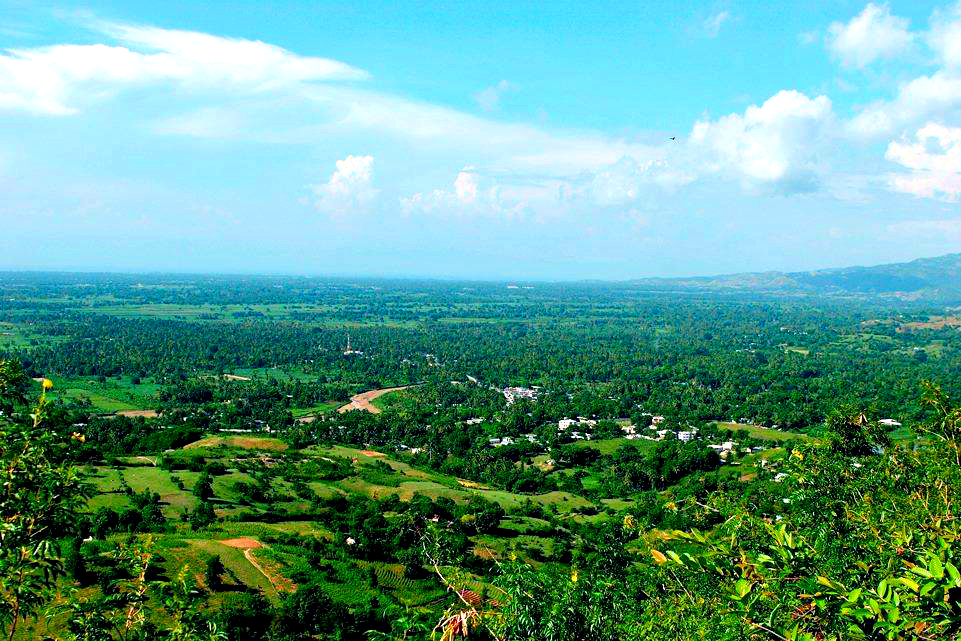
Vy över Léogâne

Léogâne (på haitisk kreol: Leyogàn) är en kuststad i kommunen Léogâne i departementet Ouest i Haiti. Staden ligger omkring 29 km väster om Haitis huvudstad Port-au-Prince. Den 12 januari 2010 drabbades Port-au-Prince med omgivning av en mycket stor jordbävning. En övervakningsgrupp från FN bedömde att Léogâne var den värst drabbade staden, och att 80-90 procent av stadens byggnader förstördes av skalvet. Staden beräknades ha 78 477 invånare år 2009.